# أروكاريا عمودية
أروكاريا عمودية (الاسم العلمي:Araucaria columnaris) هي نوع من النباتات يتبع جنس الأروكاريا من الفصيلة الأروكارية.